# Delia lamellicauda
Delia lamellicauda este o specie de muște din genul Delia, familia Anthomyiidae. A fost descrisă pentru prima dată de Huckett în anul 1952. Conform Catalogue of Life specia Delia lamellicauda nu are subspecii cunoscute.